# Toshinobu Kawai
Pour les articles homonymes, voir Kawai (homonymie).
Toshinobu Kawai (河合 季信, Kawai Toshinobu), né le 19 décembre 1967 à Nagoya, est un patineur de vitesse sur piste courte japonais.

## Palmarès
- Médaillé de bronze en relais sur 5 000 m aux Jeux olympiques d'hiver de 1992 à Albertville